# 卡爾七世 (瑞典)
卡爾·斯渥克爾松（瑞典語：Karl Sverkersson；約1130年—1167年），斯渥克爾王朝的瑞典國王（1161年－1167年在位）。斯渥克爾王朝開創者斯渥克爾一世的兒子。卡爾·斯渥克爾松是第一位史載名叫卡爾的瑞典國王，但是世人卻以卡爾七世為稱號。

## 生平
1156年12月25日，當父親斯渥克爾一世赴聖誕崇拜途中在阿爾瓦斯特拉被謀殺。政敵埃里克王朝的埃里克九世繼承王位，但是卡爾·斯渥克爾松仍然能統治約塔蘭。傳言馬格努斯二世於1160年5月18日暗殺埃里克九世是由卡爾·斯渥克爾松支持的。當馬格努斯二世於1161年在厄勒布魯被卡爾·斯渥克爾松謀殺後，卡爾·斯渥克爾松被承認為國王，亦在他統治期間設立烏普薩拉大主教職位。
1167年4月12日，卡爾·斯渥克爾松在維辛索被埃里克九世之子克努特一世的支持者弒殺，克努特一世成為國王。卡爾·斯渥克爾松逝世後，他的侄子布里斯萊夫·斯渥克爾松及科爾·斯渥克爾松一同在東約特蘭反對克努特一世的統治，可惜二人分別在1169年及1173年與克努特一世戰鬥時牺牲。
卡爾·斯渥克爾松與妻子克里斯蒂娜·斯蒂格斯多塔·維德有一子名為小斯渥克爾松·卡爾松，於克努特一世逝世後被選為國王，而其子約翰一世亦曾成為國王。